# Абдувалієв Салім Киргізбаєвич
Абдувалієв Салім Киргізбаєвич (узб. Salim Abduvaliev, 5 травня 1950, Ташкент, Узбецька РСР) — узбецький підприємець, продюсер, кримінальний авторитет, відомий як «Салімбай» та «Салімбойвачча».
Заступник голови Національного олімпійського комітету Узбекистану, Заслужений спортивний тренер Узбекистану (2021). У 2015 році став лауреатом державної премії Узбекистану «Do'slik» та Премії Людвіга Нобеля у 2022 році.

## Біографія
Салим Абдувалієв народився 5 травня 1950 року в Ташкенті. Тривалий час займався вільною боротьбою і 5 разів ставав чемпіоном Узбекистану.
У 1990-х почав підприємницьку діяльність і займався алюмінієвим бізнесом. У 2006 році захистив кандидатську дисертацію з економічних наук на тему «Управління соціально-економічним розвитком місцевої (муніципальної) освіти: узагальнення досвіду Росії та Узбекистану».
1997 року став президентом Асоціації спортивної боротьби Узбекистану.
З січня 2017 року — віцепрезидент Національного олімпійського комітету Узбекистану.

## Розслідування
1 грудня 2023 року Абдувалієва було затримано в Ташкенті як підозрюваного в рамках кримінальної справи про незаконне зберігання зброї.

## Родина
Одружений, має 4 дочок і 2 синів[уточнити].

## Фільмографія
| Рік  | Фільм         | Рол      |
| ---- | ------------- | -------- |
| 2000 | Xayot         | продюсер |
| 2004 | Ko'zlar       | продюсер |
| 2005 | Xayot         | продюсер |
| 2005 | bir kam dunyo | продюсер |
| 2006 | Gunox         | продюсер |
| 2007 | Gumrox        | продюсер |
| 2008 | Sanam         | продюсер |

### Серія
| Рік  | Фільм   | Рол      |
| ---- | ------- | -------- |
| 2005 | 9 рота  | продюсер |
| 2012 | Qochqin | продюсер |
| 2014 | Yurak   | продюсер |

## Нагороди
- Премія Людвіга Нобеля (2022)[11]
- Орден Всесвітнього благодійного союзу «Миротворець»
- Нагорода «Золотий орел» Комітету з прав людини «CIPDH»
- Нагрудний знак «Зірка Азії та Африки» Ради безпеки РФ
- Орден «За заслуги перед національною безпекою»
- Орден ФІЛА за внесок у розвиток та популяризацію боротьби
- орден «Червоне серце»